# August Gaul

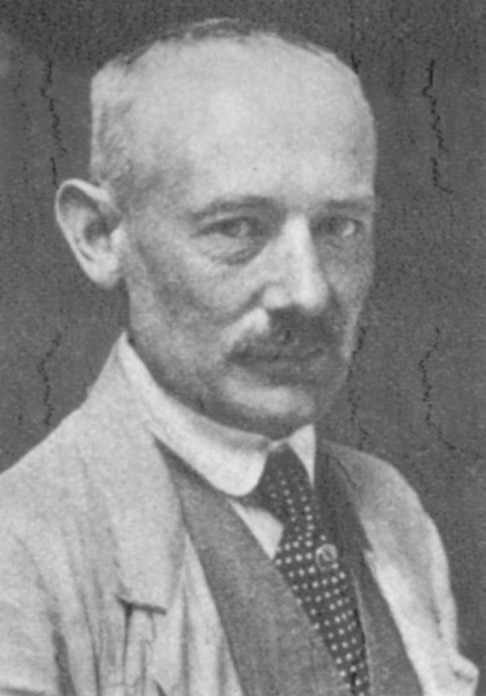
August Gaul, fotografiert von Alice Matzdorff

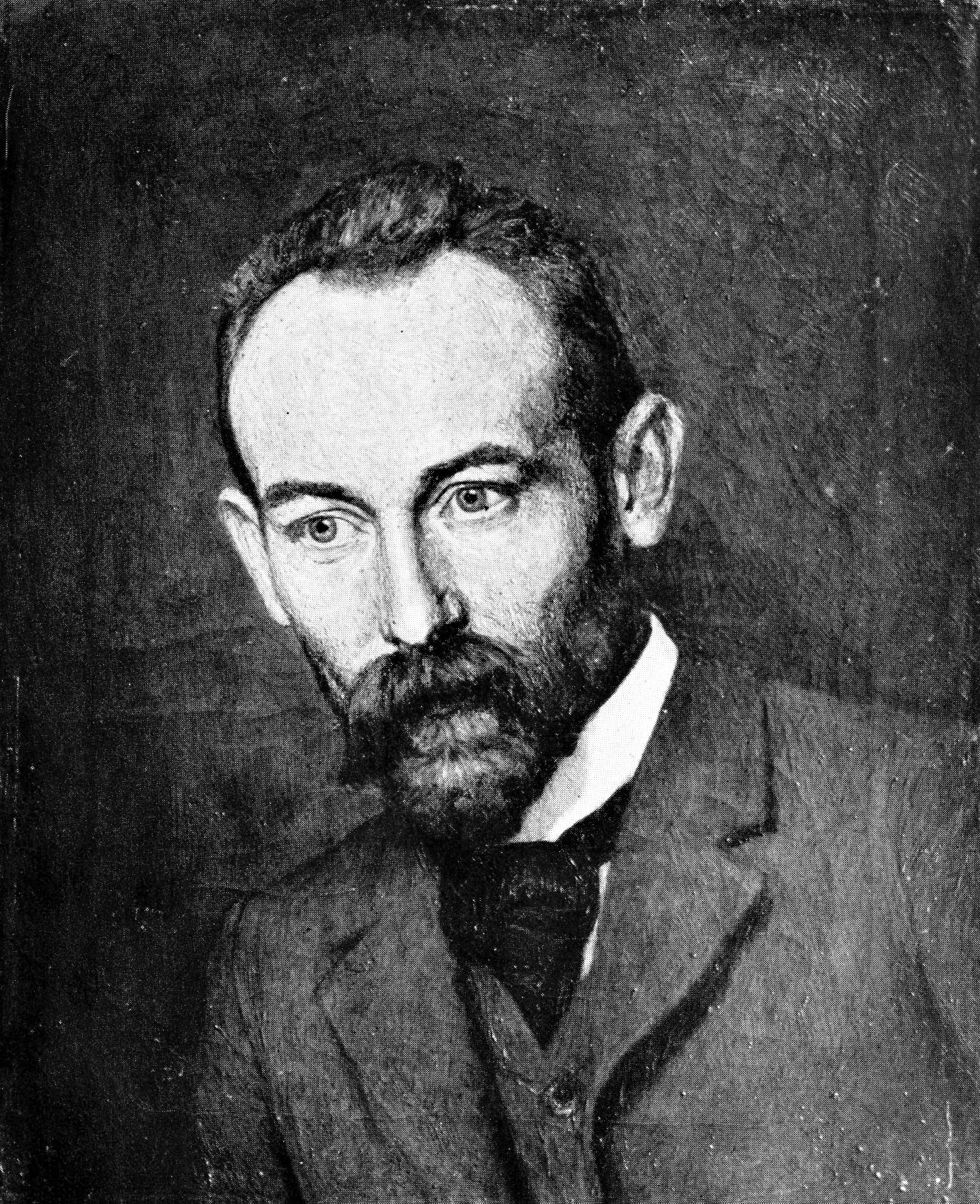
August Gaul, Porträt von Alois Metz

Georg August Gaul (* 22. Oktober 1869 in Großauheim; † 18. Oktober 1921 in Berlin) war ein deutscher Bildhauer und Medailleur im Übergang vom Historismus zur Moderne.

## Leben

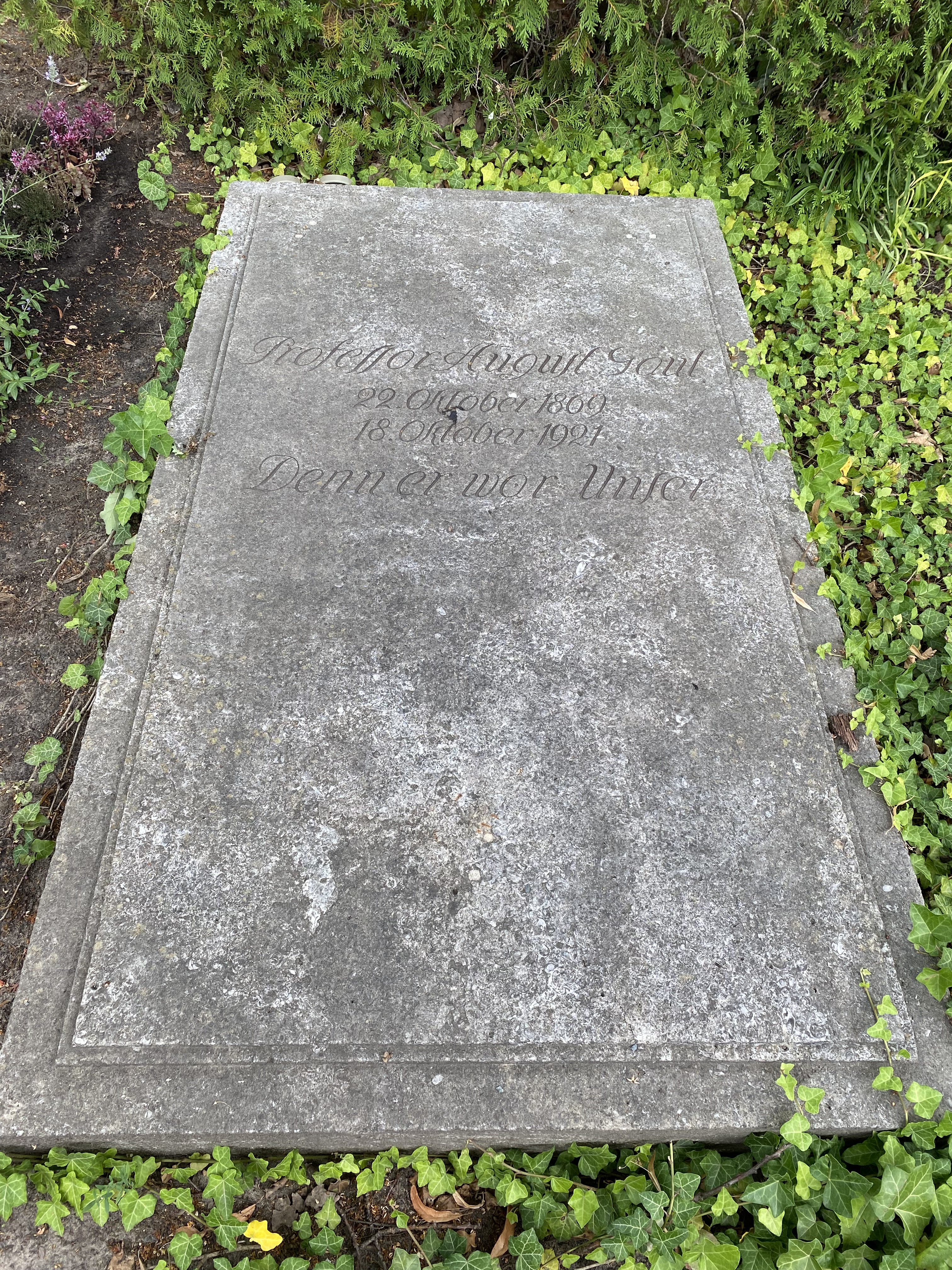
Grabstätte auf dem Friedhof Dahlem

August Gaul war ein Sohn des Steinmetzen Philipp Gaul (1840–1910) und dessen Ehefrau Katharina (1838–1882). Erste Anregungen für seinen späteren Beruf erhielt er in der Werkstatt des Vaters. In einer Silberwarenfabrik absolvierte er eine Lehre als Modelleur und Ziseleur, seit 1884 war er Schüler an der königlich preußischen Zeichenakademie Hanau. Mit Unterstützung seines dortigen Professors, des Bildhauers Max Wiese, ging er 1888 nach Berlin. Dort arbeitete er zunächst im Bildhaueratelier von Alexander Calandrelli und belegte Kurse an der Unterrichtsanstalt des Kunstgewerbemuseums Berlin.
Nachdem er 1890 eine Dauerfreikarte für den Berliner Zoologischen Garten gewonnen hatte, betrieb er dort intensive Zeichenstudien, oft schon früh am Tage. 1894 nahm er ein Studium an der Berliner Kunstakademie auf, er besuchte die Klasse des Malers Paul Meyerheim, dessen besondere Stärke die Darstellung von Tieren war.
1895 begann Gaul seine Tätigkeit als Meisterschüler im Atelier von Reinhold Begas, dem führenden Vertreter des Neobarocks in der Berliner Bildhauerschule. Begas überließ ihm und August Kraus die Arbeit an je zwei der vier Löwen für sein Kaiser-Wilhelm-Nationaldenkmal vor dem Berliner Stadtschloss. Das Denkmal ließ die SED 1950 beseitigen, nur die Löwen blieben verschont und kamen 1963 vor das Raubtierhaus im Tierpark Berlin-Friedrichsfelde. Ein Preis, den die Akademie ihm für ein Relief zuerkannt hatte, ermöglichte Gaul 1897/1898 einen Studienaufenthalt in Italien.
Nach seiner Rückkehr erlangte er größere Bekanntheit durch seine Skulptur der zwei Römischen Ziegen, die er auch auf der Pariser Weltausstellung 1900 zeigen konnte. 1898 gehörte er zu den Gründungsmitgliedern der Berliner Secession, eines Zusammenschlusses von Künstlern wie Max Liebermann, Louis Tuaillon und Walter Leistikow, die sich gegen den vorherrschenden akademischen Kunstbetrieb wandten; seit 1902 war er im Vorstand der Secession tätig. Im Jahre 1900 heiratete Gaul in Berlin-Wilmersdorf Clara Haertel (1874–1940), die beiden bekamen zwei Töchter und einen Sohn.
Geschäftsführende Sekretäre der Secession waren die Vettern Bruno und Paul Cassirer, die in Berlin eine Kunstgalerie betrieben. Die Galeristen vermittelten Gaul kaufkräftige Kunden wie den Unternehmer Eduard Arnhold, den Zeitungsverleger Rudolf Mosse und den Reeder Albert Ballin. Zu den frühen Interessenten gehörten auch Museumsdirektoren wie Alfred Lichtwark, der 1906 neun Tierskulpturen für die Hamburger Kunsthalle erwarb. Derartige Kontakte boten zumindest finanziell einen zufriedenstellenden Ausgleich für einige vergebliche Versuche, in Berlin Aufträge für größere Werke im öffentlichen Raum zu bekommen. 1905 hatte Gaul zwar mit dem Entwurf eines Brunnens einen Wettbewerb für ein Denkmal auf dem Steinplatz in Charlottenburg gewonnen. Die Skulptur zeigte nicht den Freiherrn Heinrich Friedrich Karl vom und zum Stein, sondern einen Elefanten und eine Pelikangruppe. Das Projekt des Elephantenbrunnens entfachte Diskussionen, in denen Christian Morgenstern mit einem Gedicht Gaul verteidigte. Der Brunnen wurde jedoch nicht gebaut.
Zu den engeren Freunden des Bildhauers gehörten seine Berufskollegen Bernhard Heising und Ernst Barlach sowie die Maler Heinrich Zille und Benno Berneis. Letzterer stand August Gaul auch für seine Merkur-Statue am Hamburger Klöpperhaus Modell, die zu den wenigen Menschen darstellenden Plastiken des Künstlers zählt. Mit dem lebensfrohen Paul Cassirer freundete sich der eher introvertierte August Gaul besonders an (im Freundeskreis nannte man die beiden auch „Paulchen und Gaulchen“). Der Galerist war auch in Gauls Todesstunde an dessen Seite und versuchte später, den künstlerischen Nachlass zu regeln.
August Gaul wurde 1908 zum Professor an der Kunstakademie ernannt und 1919 in die Ankaufskommission der Berliner Nationalgalerie berufen. Er starb 1921 an Krebs kurz nach seiner Ernennung zum Senator an der Akademie der Künste, ohne dieses Amt noch antreten zu können. Sein Ehrengrab der Stadt Berlin befindet sich im Feld 7 auf dem Berliner Friedhof Dahlem.

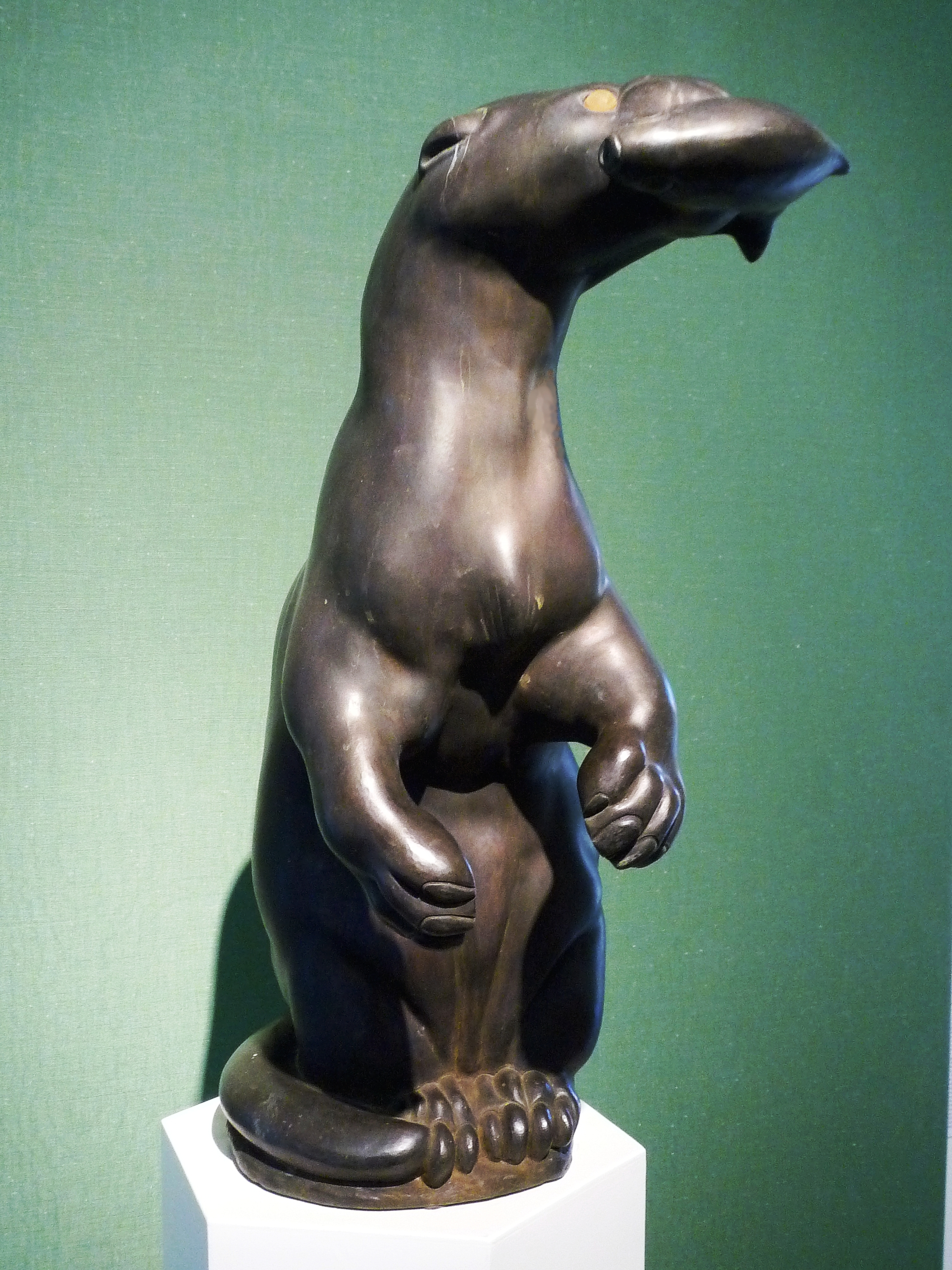
Fischotter (1897), Berlin
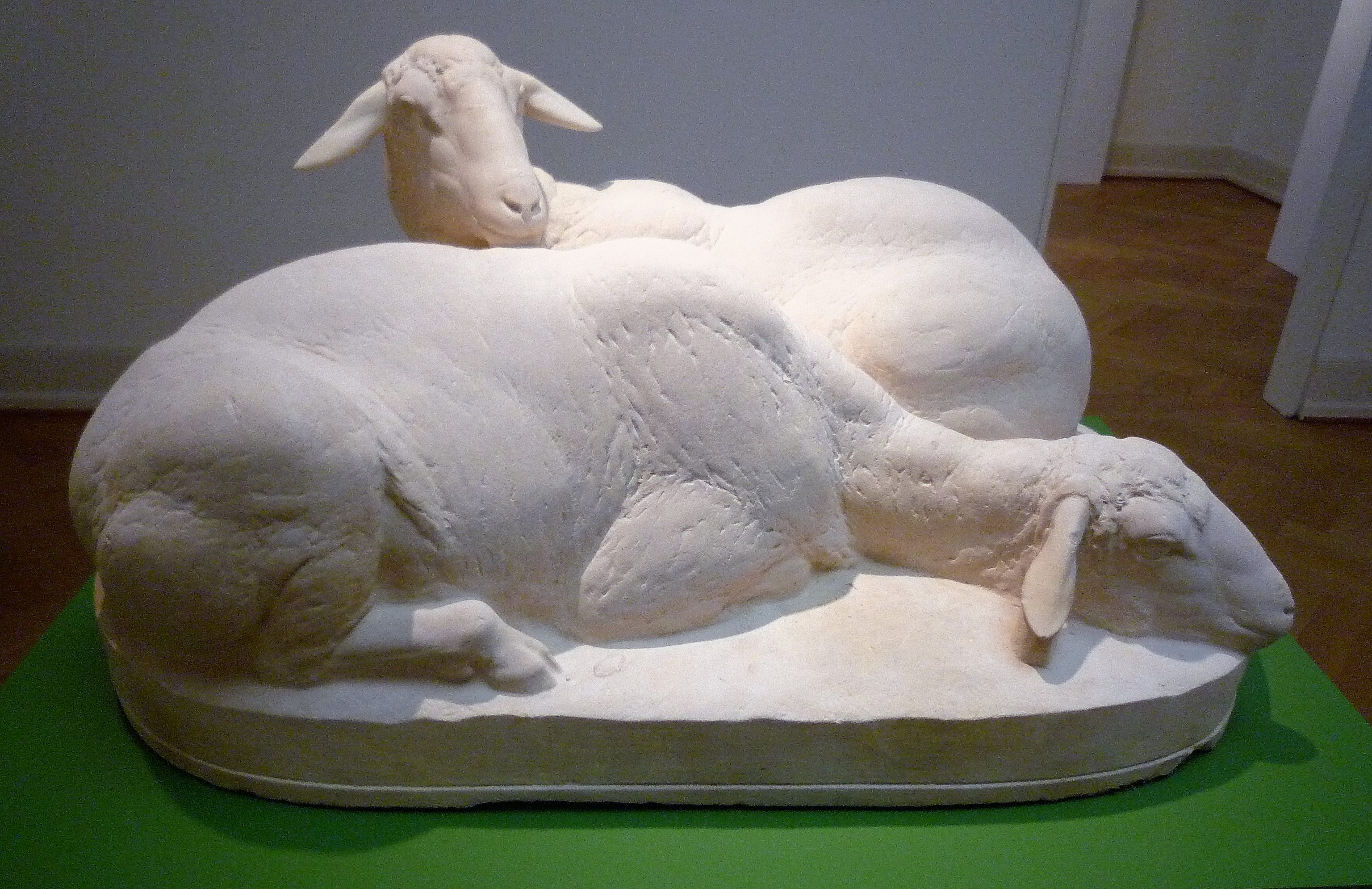
Schafe (1901), Berlin
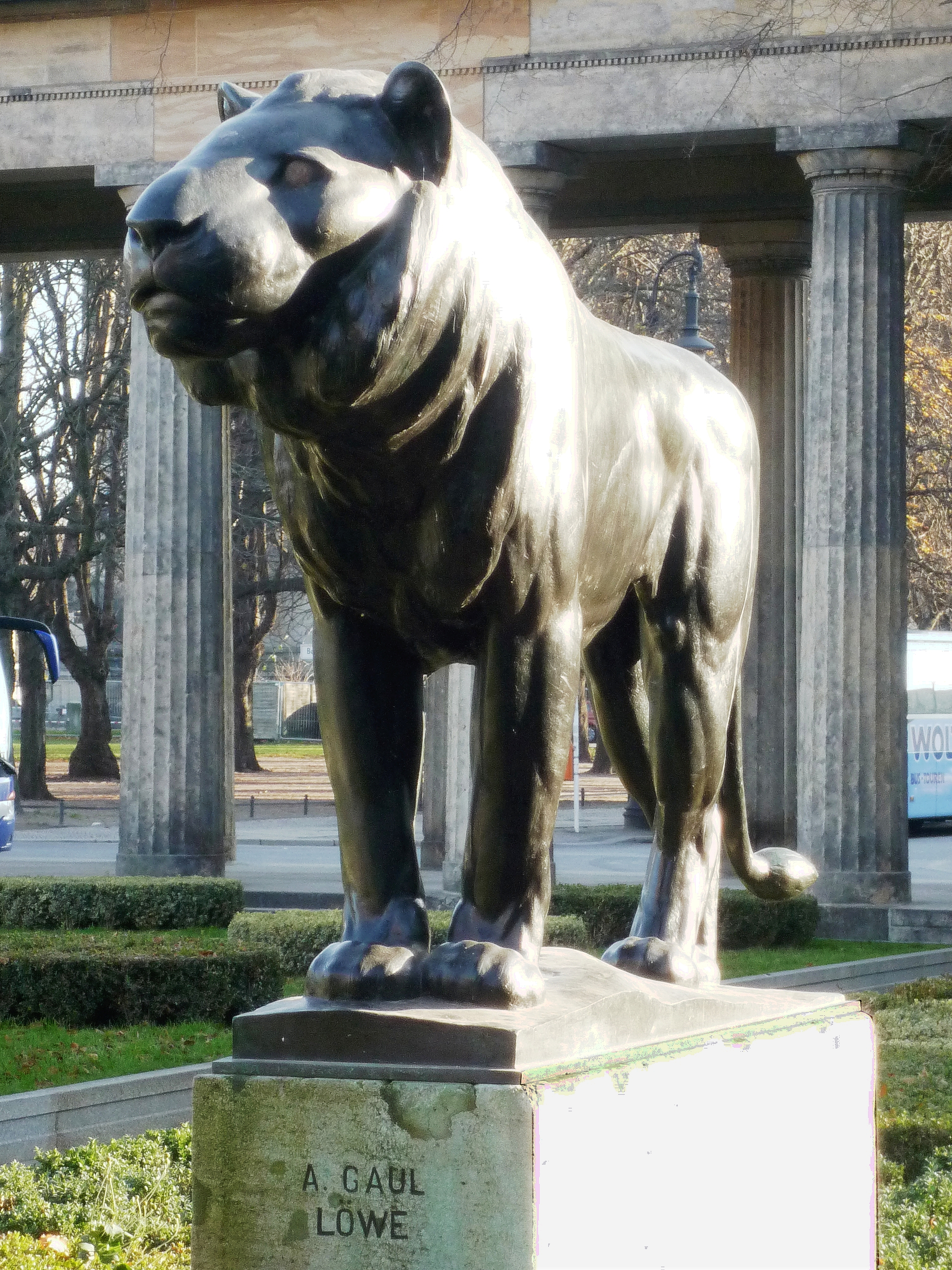
Löwe (1904), Berlin, Alte Nationalgalerie
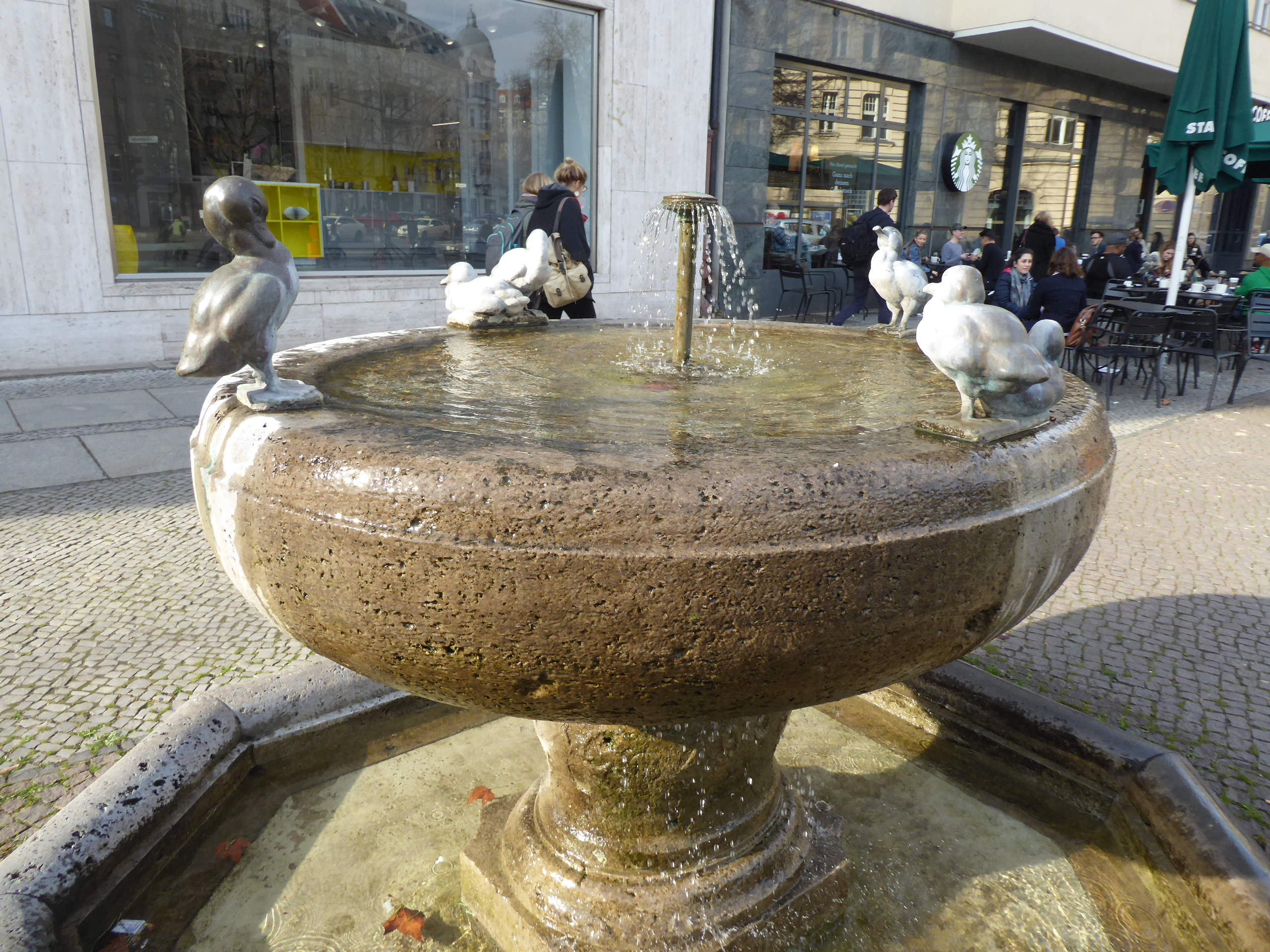
Schwanenkükenbrunnen (1908), Berlin-Charlottenburg, Kurfürstendamm 61
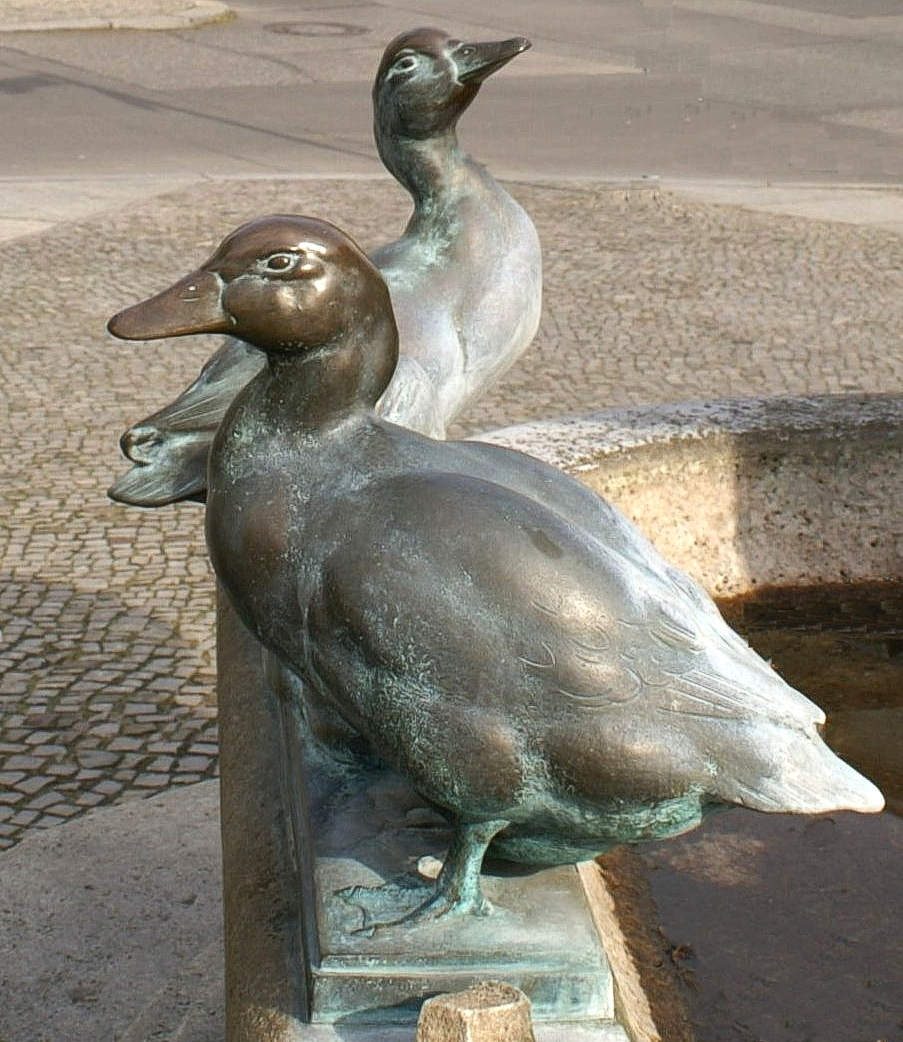
Entenbrunnen (1911), Berlin-Charlottenburg, vor dem Renaissance-Theater
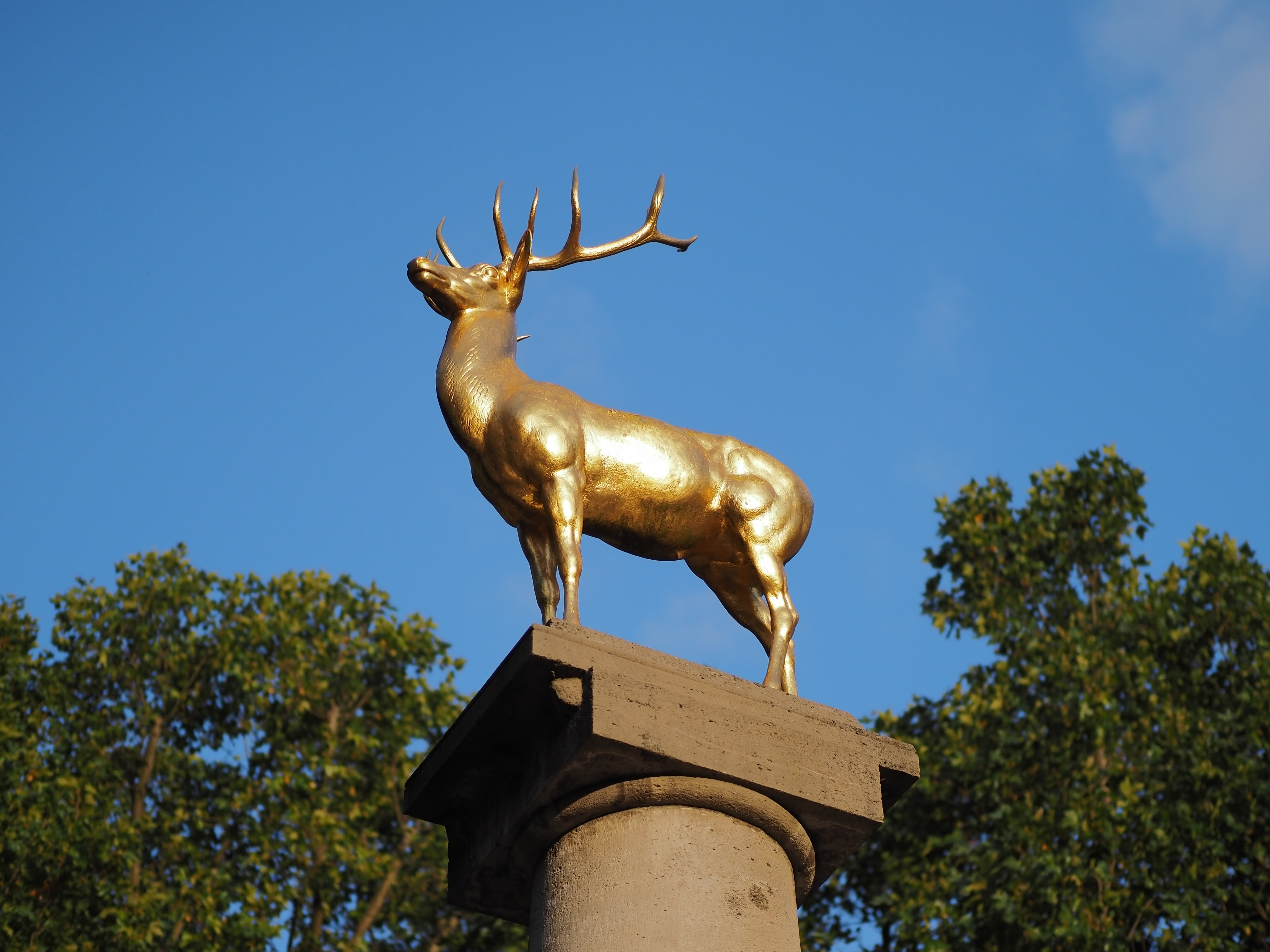
Goldener Hirsch (1912), Berlin-Schöneberg, im Rudolph-Wilde-Park

## Zum Werk
Von seiner Ausbildung her und durch die Arbeit bei Reinhold Begas war Gaul ursprünglich dem Historismus verbunden, speziell dem Neobarock, einem repräsentativen, zuweilen pathetischen Stil mit anspruchsvollen Motiven und oft komplizierten Formen. Sein Studienaufenthalt in Italien 1897/1898 brachte eine grundlegende Umorientierung. Über den Bildhauer Louis Tuaillon (1862–1919), der sich zwischen 1885 und 1903 in Rom aufhielt und seinerseits von Adolf von Hildebrand (1847–1921) beeinflusst war, lernte Gaul dessen Lehren und Arbeitsweise kennen. Hildebrand lebte seit etwa 1870 abwechselnd in Italien und München. Seine Skulpturen waren gekennzeichnet durch ruhige Formen und durch Verzicht auf Details, die zum Verständnis des Ganzen entbehrlich waren; damit bildete er einen künstlerischen Gegenpol zu Begas. In der Schrift Vom Problem der Form in der bildenden Kunst beschrieb er 1893 seine Vorstellungen.

Modell in Gauls Atelier; Foto von Heinrich Zille, August 1901

In der Folge orientierte sich August Gaul an diesen Vorgaben und übertrug sie auf seine eigene Arbeit. Er betonte die plastischen Qualitäten, zeigte die Tiere in ruhiger, typischer Haltung, konzentriert auf das Wesentliche, weitgehend frei von stofflich begründeten Strukturen. Mit dieser sachlichen Auffassung nahm er Charakteristika der beginnenden Moderne vorweg. Zeitgenössische Beobachter erwähnten mehrfach einen Bezug zu altägyptischer und antiker Skulptur, mit der sich Gaul auseinandergesetzt hatte; so schrieb der Kunsthistoriker Emil Waldmann 1919: „Erst wenn er dann ägyptische und etruskische und archaisch-griechische Dinge ansah, wußte er, wie man der Natur gegenüber treten müsse …“. Derartige Vergleiche mussten an der Oberfläche bleiben, sie konnten nur die Formgebung betreffen. Der religiös-symbolische Hintergrund der frühen Bildwerke hatte für Gaul keine Bedeutung. Er selbst beschrieb seine Arbeit so: „Ich will gar nicht die Natur pedantisch imitieren, sondern das Typische und ihren seelischen Kern festhalten. Vor allem will ich eine plastische Arbeit machen (…) Was mich bei den Tieren anzieht, ist ganz wesentlich künstlerischer Art. Ich mache Tiere, weil es mich freut.“
Im Zentrum seines Lebenswerks steht eindeutig die Tierplastik. Nur drei Darstellungen von Menschen sind bekannt, darunter ein Eselsreiter im Foyer des Rathauses Berlin-Spandau, für den der Sohn des Bildhauers Modell stand. In Berlin finden sich zwei kleinere Brunnen mit Enten und Schwanenküken, vorwiegend interessierte sich Gaul jedoch für nicht domestizierte Tiere wie Löwen, Bären und Affen, Widder und Wisente, Seelöwen, Pinguine und Fischotter. Zwei Wisent-Skulpturen zieren die Freitreppe der Kunsthalle zu Kiel. Für eine Große Stehende Löwin bekam er auf der Secessions-Ausstellung 1901 viel Beifall, das Werk stand bis nach Ende des Zweiten Weltkriegs im Garten der Berliner Villa von Eduard Arnhold, jetzt ist es im Museum Großauheim zu finden. Die Großplastik Kämpfende Wisente, 1912 in Königsberg (jetzt Kaliningrad) aufgestellt, gehört zu den bekanntesten Monumenten jener Stadt. Ein großformatiger Adler, ursprünglich von Albert Ballin für die Toreinfahrt seiner Hamburger Villa in Auftrag gegeben, steht seit 1923 als weithin sichtbares Fliegerdenkmal auf der Wasserkuppe in der Rhön. Zwei weitere Exemplare werden in der Kunsthalle Hamburg und in der Alten Nationalgalerie in Berlin aufbewahrt. Einige von Gauls Tierplastiken sind in seinem Geburtsort Hanau-Großauheim zu sehen, vor dem Haus am Brunnen (6 Pinguine von August Gaul auf einem vom Frankfurter Bildhauer Eberhard Franz Gutberlet 2013 neu geschaffenen Brunnenbecken), zu finden im Bereich Hauptstraße 62 (am Beginn der Hanauer Landstraße) und im Museum Großauheim. Eine der größten erhaltenen Gaul-Sammlungen trug auch das jüdische Ehepaar Hugo und Elise Zwillenberg vor allem in den 1920er Jahren in Berlin zusammen. Bei ihrer Emigration im Frühjahr 1939 brachten sie die Sammlung außer Landes, sie überdauerte den Krieg im Freihafen von Amsterdam unversehrt. In den frühen 1960er Jahren übersiedelten die Zwillenbergs zusammen mit der Sammlung bestehend aus rund 120 meist kleinfigurigen Stücken von Amsterdam nach Bern; im Jahre 2003 erfolgte noch die Restitution der großen Skulptur eines jungen Elefanten (entstanden 1916) aus der Tschechischen Republik. Seit dem Sommer 2013 befindet sich diese Sammlung als Dauerleihgabe der Zwillenberg-Stiftung im Kunstmuseum Bern.
Die Metallskulpturen Gauls wurden in der angesehenen Bildgießerei Hermann Noack in Berlin hergestellt und, soweit es sich um kleinere Formate handelte, bei Cassirer in eng begrenzter Stückzahl angeboten. Nach dem Tod des Künstlers legten Paul Cassirer, Barlach und Gauls Schüler Max Esser in einer Liste fest, welche beispielhaften Arbeiten noch in limitierter Auflage gegossen werden sollten. Gauls Schwiegersohn, der Mann seiner Tochter Charlotte, ignorierte die Empfehlung der Fachleute und ließ sehr bald eine größere Anzahl von weiteren Motiven gießen und zum Kauf anbieten. Das Interesse an Gauls Skulpturen ist auch heute noch groß, die Situation auf dem Kunstmarkt allerdings unübersichtlich. Eine kunstwissenschaftliche Publikation von 2007 versucht, gesicherte Originale – im neuesten Werkverzeichnis rund 300 – von unautorisierten Reproduktionen zuverlässig zu unterscheiden.

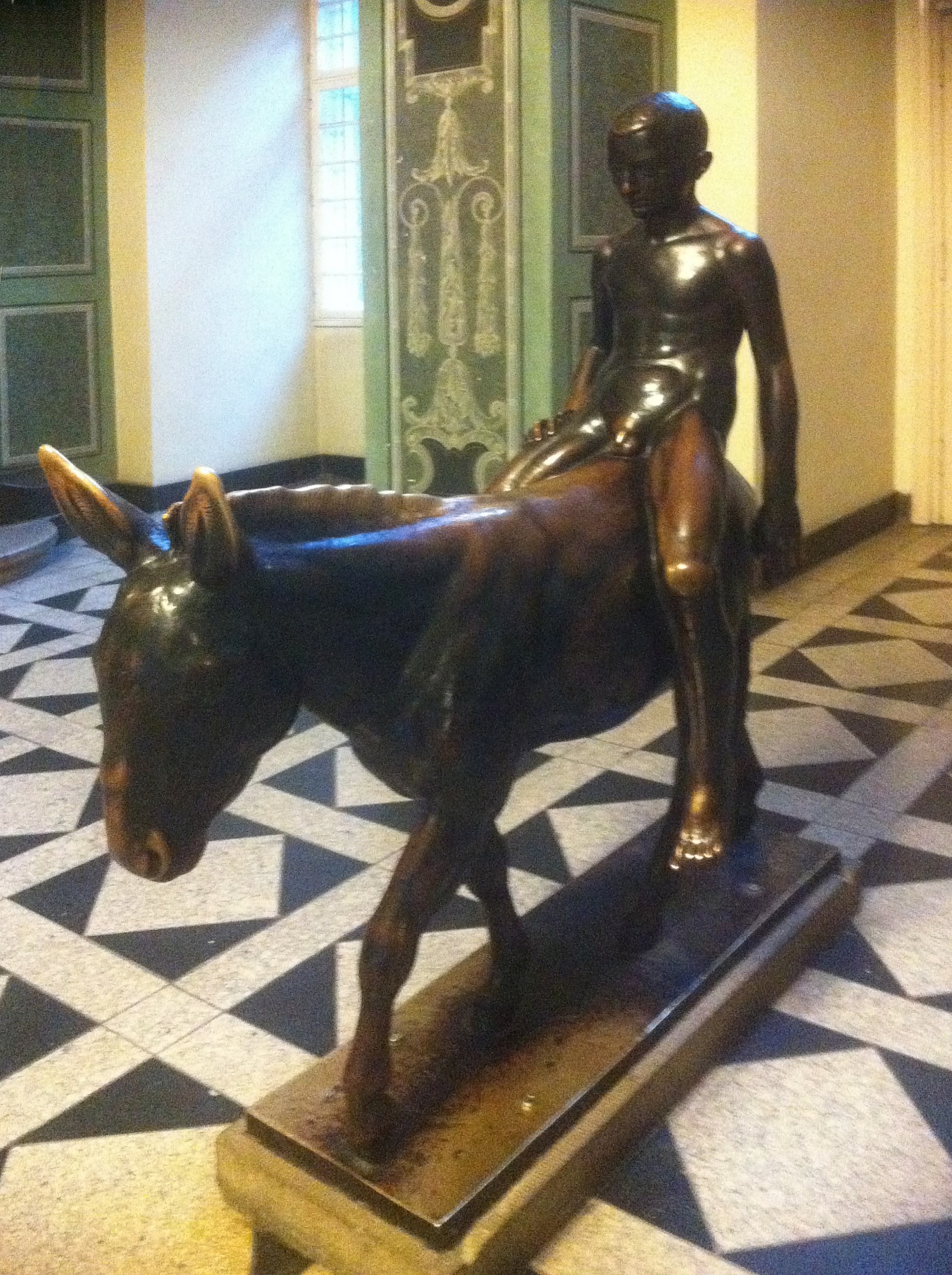
Eselreiter, Berlin, Rathaus Spandau
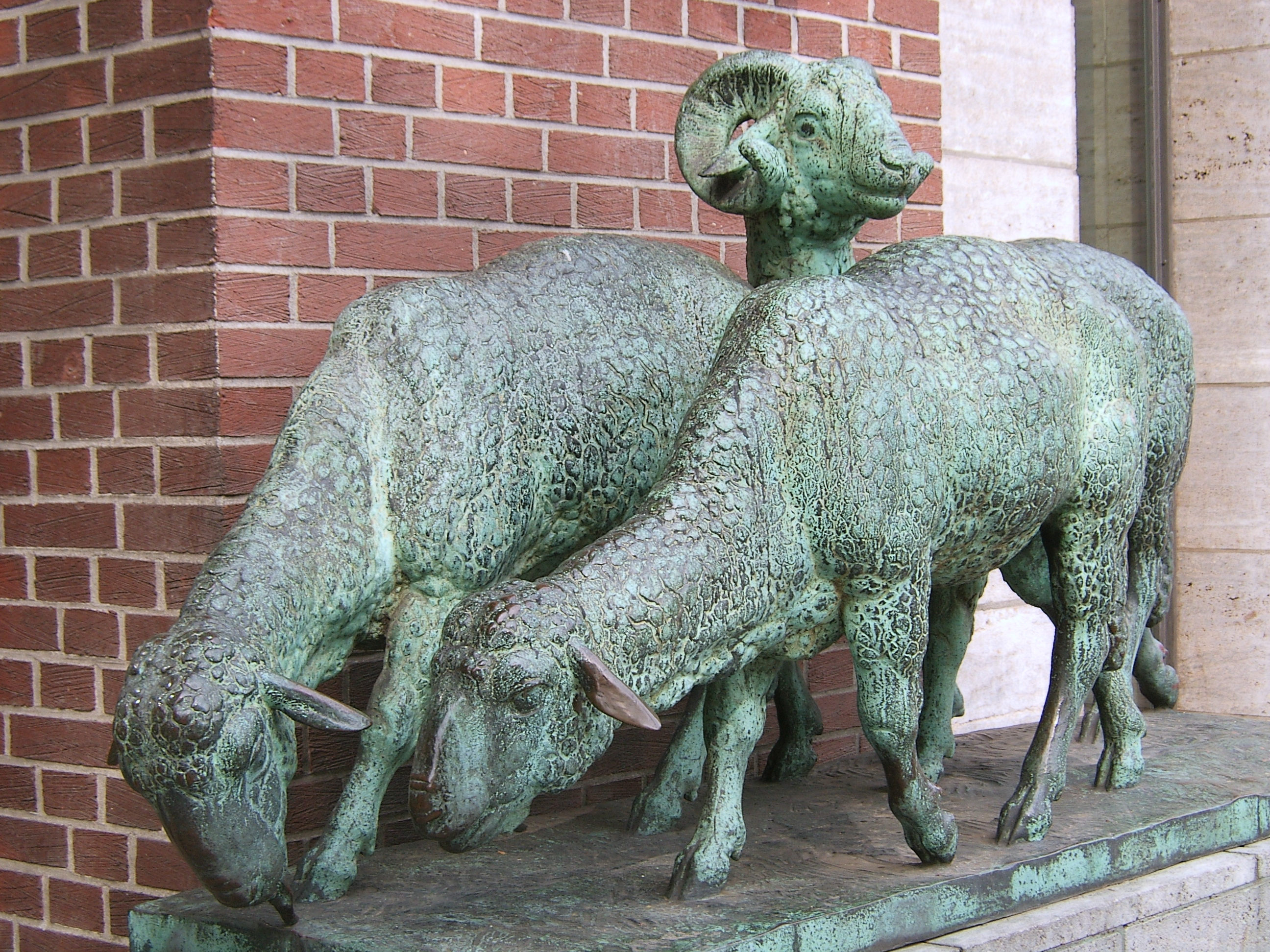
Schafe, Hamburg, Klöpperhaus in der Mönckebergstraße
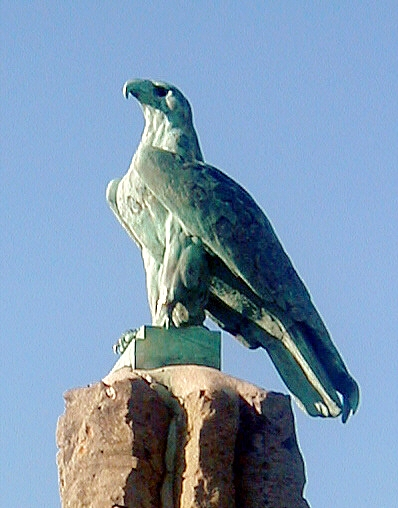
Adlerskulptur am Fliegerdenkmal auf der Wasserkuppe
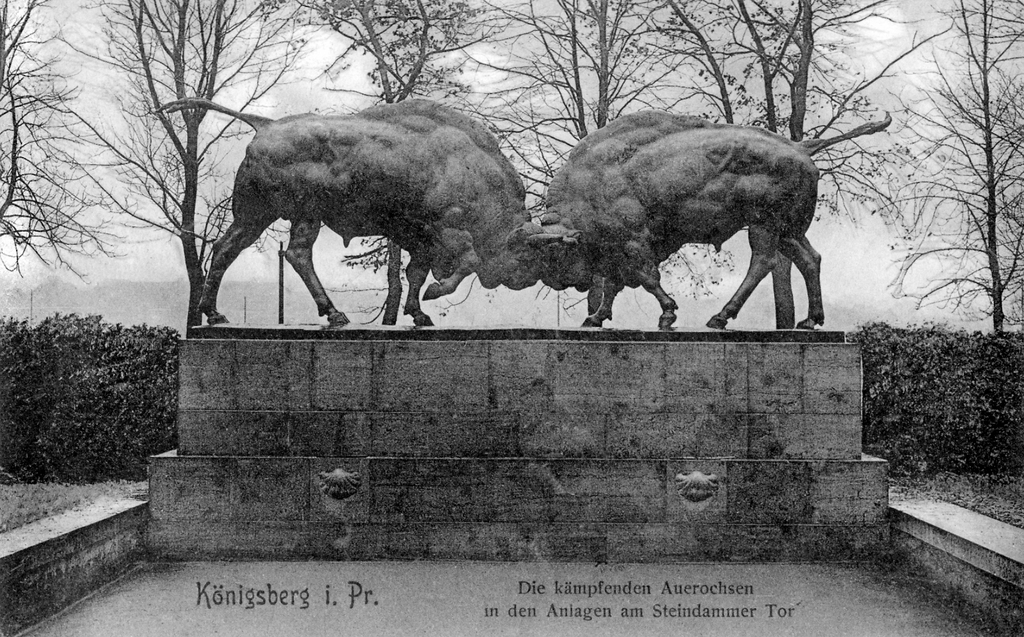
Kämpfende Wisente in Königsberg
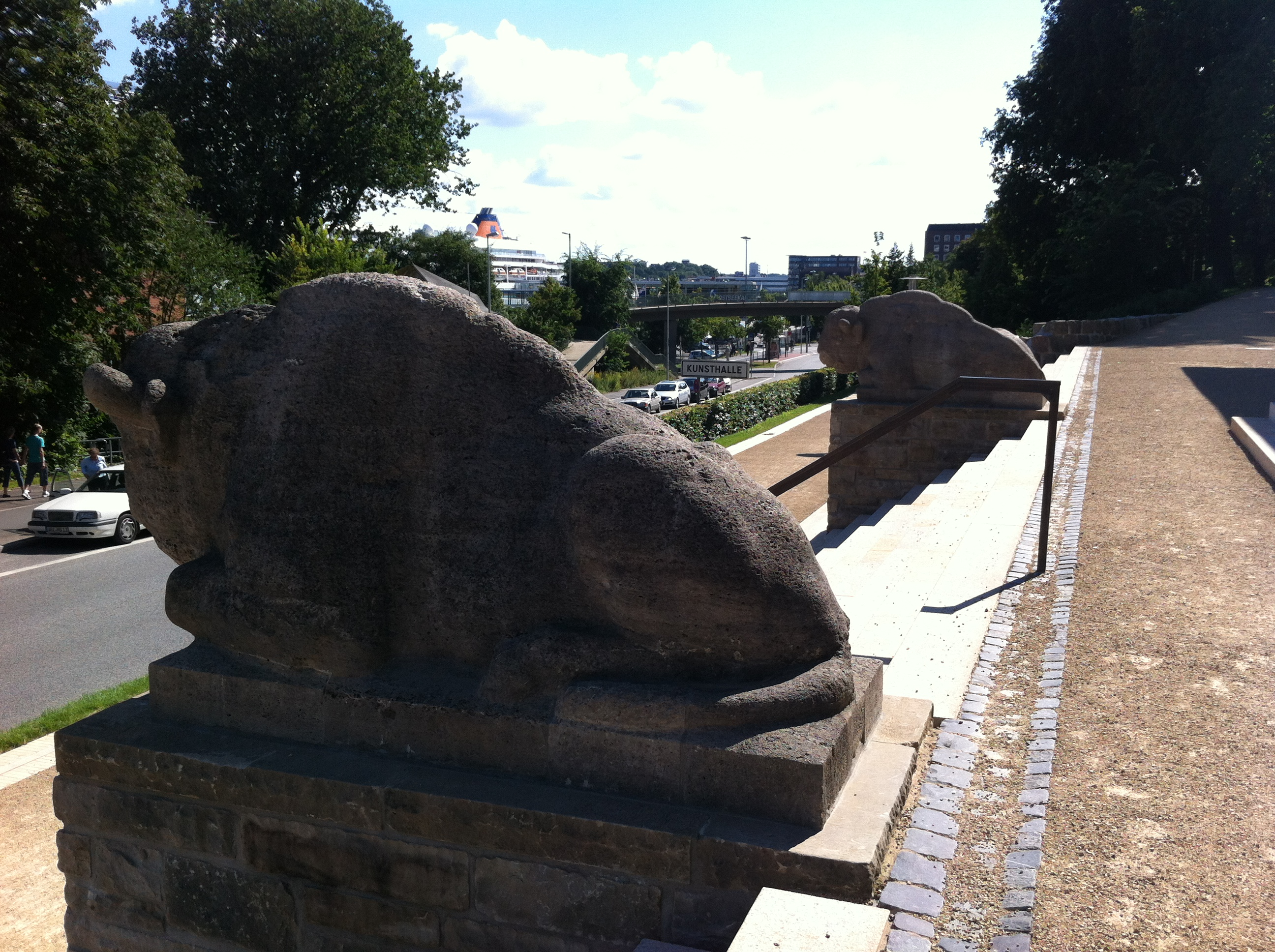
Wisente auf der Freitreppe der Kunsthalle zu Kiel

## August-Gaul-Plakette
Aus Anlass des 100. Geburtstags von August Gaul schuf die Stadt Großauheim im Jahre 1969 eine bronzene Plakette mit Bild, Namen und Lebensdaten des Künstlers. Sie wird an Persönlichkeiten verliehen, die sich in kultureller oder künstlerischer Hinsicht besonders verdient gemacht haben. Nach der Gebietsreform in Hessen hat seit 1980 die Stadt Hanau die Verleihung dieser Auszeichnung übernommen.

## Neuere Ausstellungen
- 2009: Der Tierbildhauer August Gaul. Georg-Kolbe-Museum, Berlin
- 2010/2011: August Gaul – Fritz Klimsch. Museum Giersch, Frankfurt am Main
- 2011: Das Schicksal der Skulptur: August Gaul (1869–1921). Kleiner Tierpark. Museum Georg Schäfer, Schweinfurt
- 2011: August Gaul – Die Sammlung Alfons und Marianne Kottmann. Historisches Museum Hanau, Schloss Philippsruhe, Hanau
- 2011–2012: Liebermann-Villa, Berlin-Wannsee
- 2014–2015: August Gaul und Martin Lauterburg. Kunstmuseum Bern
- 2019–2020: August Gaul – Weil es mich freut. Museum Großauheim[12]
- 2021: August Gaul – Moderne Tiere. Kunstmuseum Bern